# Bialetti
Bialetti es una marca italiana fundada por Alfonso Bialetti que fabrica cafeteras, utensilios de cocina y pequeños electrodomésticos de cocina. El fundador de la compañía fue el inventor de la cafetera moka, que luego se convirtió rápidamente en uno de los elementos básicos de la cultura italiana y es  hoy en día particularmente popular en Europa y América.

## Historia
Alfonso Bialetti adquirió por primera vez sus habilidades para producir y conformar el metal trabajando durante una década en la industria francesa del aluminio. En 1919 había establecido su propio taller de metal y maquinaria en Crusinallo (Omegna) (en su Piamonte natal) para fabricar productos de aluminio: esta fue la base de la empresa Bialetti. Más tarde transformó su taller - Alfonso Bialetti & C. Fonderia en Conchiglia - en un estudio para diseño y fabricación. En 1933, Bialetti fundó la marca y se centró en la fabricación de cafeteras moka. La compañía fue posteriormente operada por su hijo Renato Bialetti.
Después de un período de crisis en los años 1970 y 1980, Bialetti se fusionó con Rondine Italia en 1993 y fundó una nueva compañía llamada Bialetti Industrie S.p.A, con sede en la ciudad de Brescia.